# Беочин
Беочин (на сръбски: Беочин) е град в Сърбия, АО Войводина, Южнобачки окръг. Административен център е на община Беочин.

## География
Намира се на 3 километра от десния бряг на Дунава, на 1269 км от влива на реката в Черно море. На отсрещния ляв бряг на Дунава е разположен град Футок с 6000 жители.
Пристанището на Беочин на река Дунав е разположено край висок бряг. Между Беочин и Футок има фериботна връзка.
Над града се извисяват сградите на 2 големи църкви. Край реката се намира голям завод за цимент.

## Население
Населението на града е възлизало на 7873 жители през 1991 г.
Етнически състав
- сърби – 4695 души (58,26%)
- цигани – 1019 души (12,64%)
- югославяни – 693 души (8,6%)
- хървати – 507 души (6,29%)
- унгарци – 182 души (2,25%)
- словаци – 96 души (1,19%)
- словенци – 75 души (0,93%)
- черногорци – 56 души (0,69%)
- други – 124 души (1,54%), вкл. 1 осетинец и 1 българин
- непознати – 53 души (0,65%)